# Староакадемічний корпус
Староакадемічний корпус (також Академічний або Мазепинський корпус) — навчальний корпус Києво-Могилянської академії, збудований у першій половині XVIII століття у стилі українського бароко. Належить до комплексу споруд Братського монастиря, пам'ятка архітектури та історії національного значення, входить до Державного реєстру нерухомих пам'яток України.
У стінах Староакадемічного корпусу навчалося багато видатних діячів, зокрема філософ Григорій Сковорода, архітектор Іван Григорович-Барський, композитор Артемій Ведель, письменники Іван Нечуй-Левицький та Петро Гулак-Артемовський, видатний вчений Данило Самойлович.

## Історія

### Проєктування

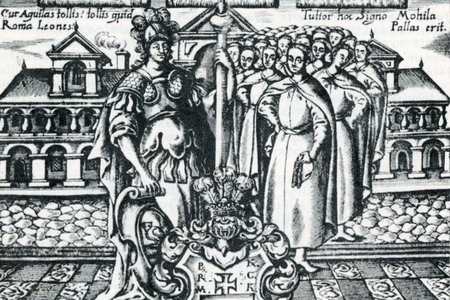
Фрагмент тези «Тріумфальне знамено». Приблизно 1698 р.

У XVII столітті житлову забудову Подолу становили невеликі одно- і двоповерхові дерев'яні будинки. Забудова Братського монастиря також була переважно дерев'яна. Від 1690-х років за гетьмана Іван Мазепа розбудовується монастир й Академія, зокрема 1703 року закладено великий кам'яний навчальний корпус. проєкт будівлі, імовірно, спроєктував Йосип Старцев, який у 1693—1696 роках споруджував Богоявленський собор при Братському монастирі. Також він був співавтором проєкту резиденції в Крутицях у Москві, яка композицією схожа на академічний корпус. Вважається, що планована до спорудження будівля відтворена Іваном Щирським на гравюрі «Тріумфальне знамено», присвяченій ректору Прокопієві Калачинському. Точний рік створення гравюри невідомий, але вочевидь це відбулось під час ректорства Прокопія Калачинського з 1697-го по 1701 рік, тобто ще до часу закладення Староакадемічного корпусу. Судячи із зображення на гравюрі, з самого початку заплановано було звести двоповерховий корпус, але після зведення у 1704 році першого поверху, роботи не продовжено. Серед причин називались: нестача коштів; брак майстрів через початок спорудження фортеці на Печерську; обмеження будівництва кам'яних споруд у всій імперії, крім Санкт-Петербурга.

### XVIII століття

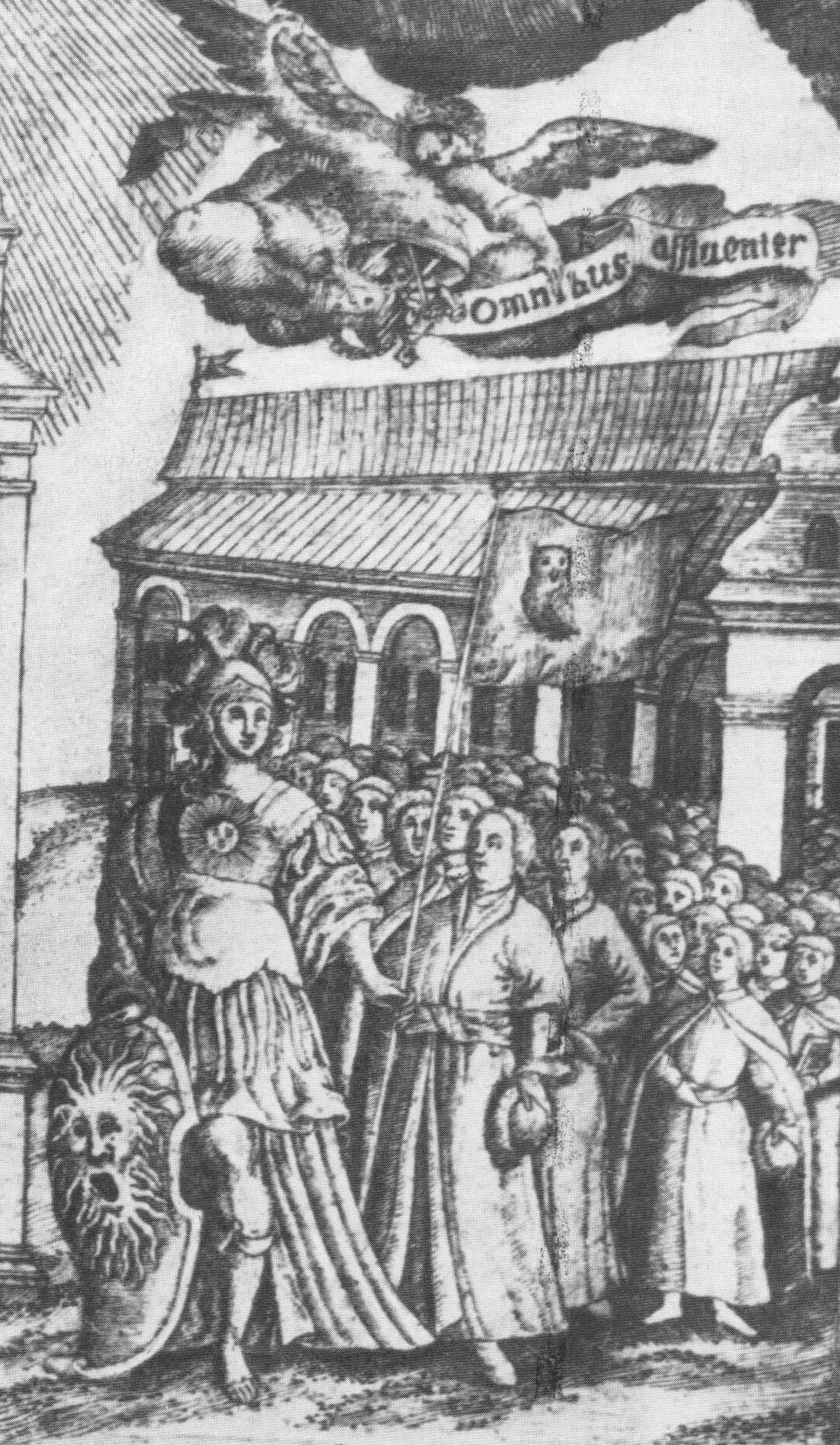
Фрагмент тези Й. Кроковському. 171З р.

Первісно Староакадемічний корпус був одноповерховим, прямокутним, із трьома входами до сіней, які вели до шести навчальних класів. Споруди того часу зображено на гравюрі Івана Мігури, створеної 1713 року для київського митрополита Йоасафа Кроковського.
Подальшу розбудову провадив митрополит Рафаїл Заборовський. У 1732-му він звернувся до Священного синоду з клопотанням про розширення корпусу та надбудову двох поверхів. За підтримки гетьмана Данила Апостола митрополит санкціонував кампанію збору коштів на будівельні роботи й сам пожертвував велику на той час суму 1640 рублів. Коли синод дав згоду, перебудовувати корпус запросили Йоганна-Ґоттфріда Шеделя. Він залишив незайманим перший поверх — монументальну прямокутну споруду з дуже товстими стінами, арками та галереями внизу. На фасаді надбудови з боку подвір'я була відкрита лоджія з дев'яти прогонів напівциркульних арок, які спиралися на класичні здвоєні колони. Північний фасад був простіший, з високими здвоєними пілястрами, між якими розміщено по два вікна, прикрашені наличниками з орнаментом. Усю будівлю перекривав чотирисхилий дах. За планом, у надбудованому поверсі мали розміститися класи філософії, богослов'я, зали для диспутів. Частину робіт завершено до 1736 року. До корпусу прибудовано Благовіщенську (конгрегаційну) церкву, освячення якої відбулося 1740 року.
Споруду перекрили високим дахом із заломом. Зі східного боку другий ярус вивершили двоярусною церковною банею. Дерев'яні сходи в західній частині відкритої галереї сполучали поверхи.
Уявлення про можливий вигляд споруди Академії після цієї реставрації дає гравюра, яку 1739 року Григорій Левицький вирізьбив на честь Рафаїла Заборовського.
До кінця XVIII століття споруда не зазнавала кардинальних змін. Відомо про ремонтні роботи на даху та куполі церкви.

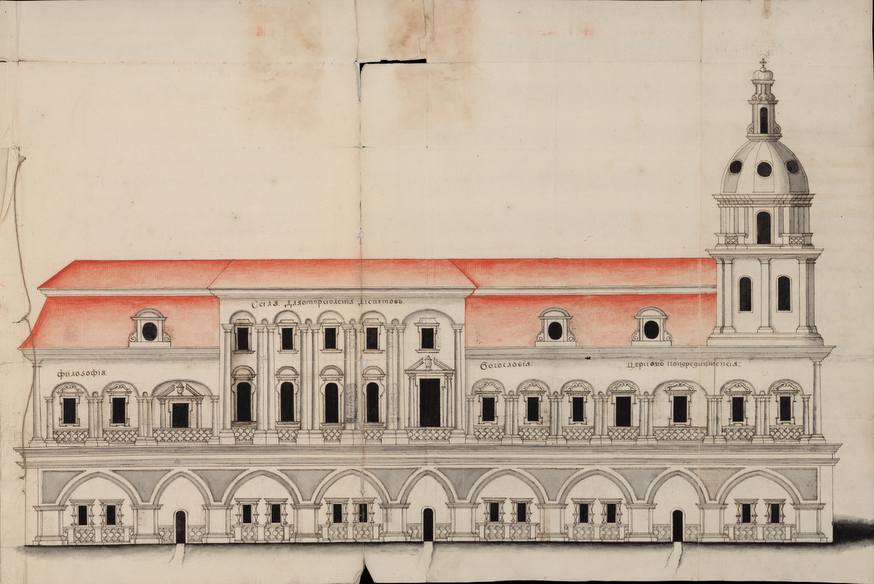
Проєкт надбудови Староакадемічного корпусу, надісланий синоду від Р. Заборовського.
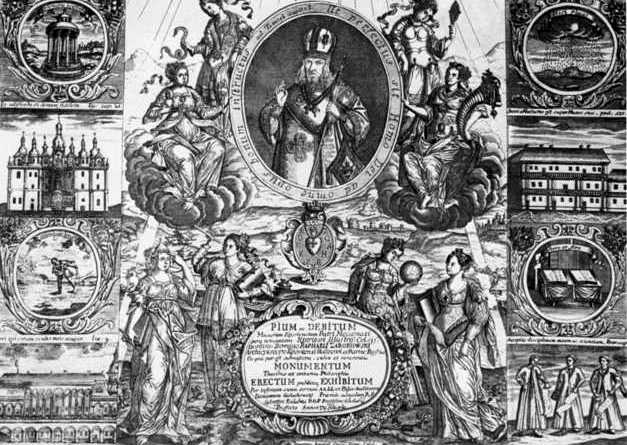
Фрагмент тези на честь Рафаїла Заборовського. 1739 рік. Корпус — у нижньому лівому кутку.

### XIX століття

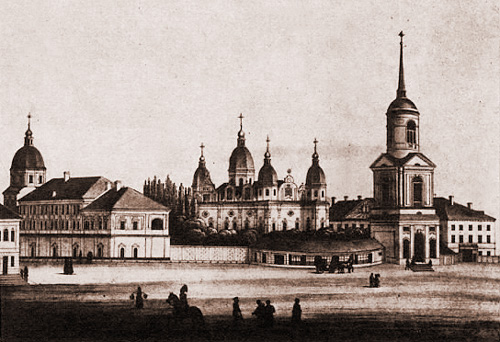
Ансамбль Братського Богоявленського монастиря. Літографія першої половини XIX ст.

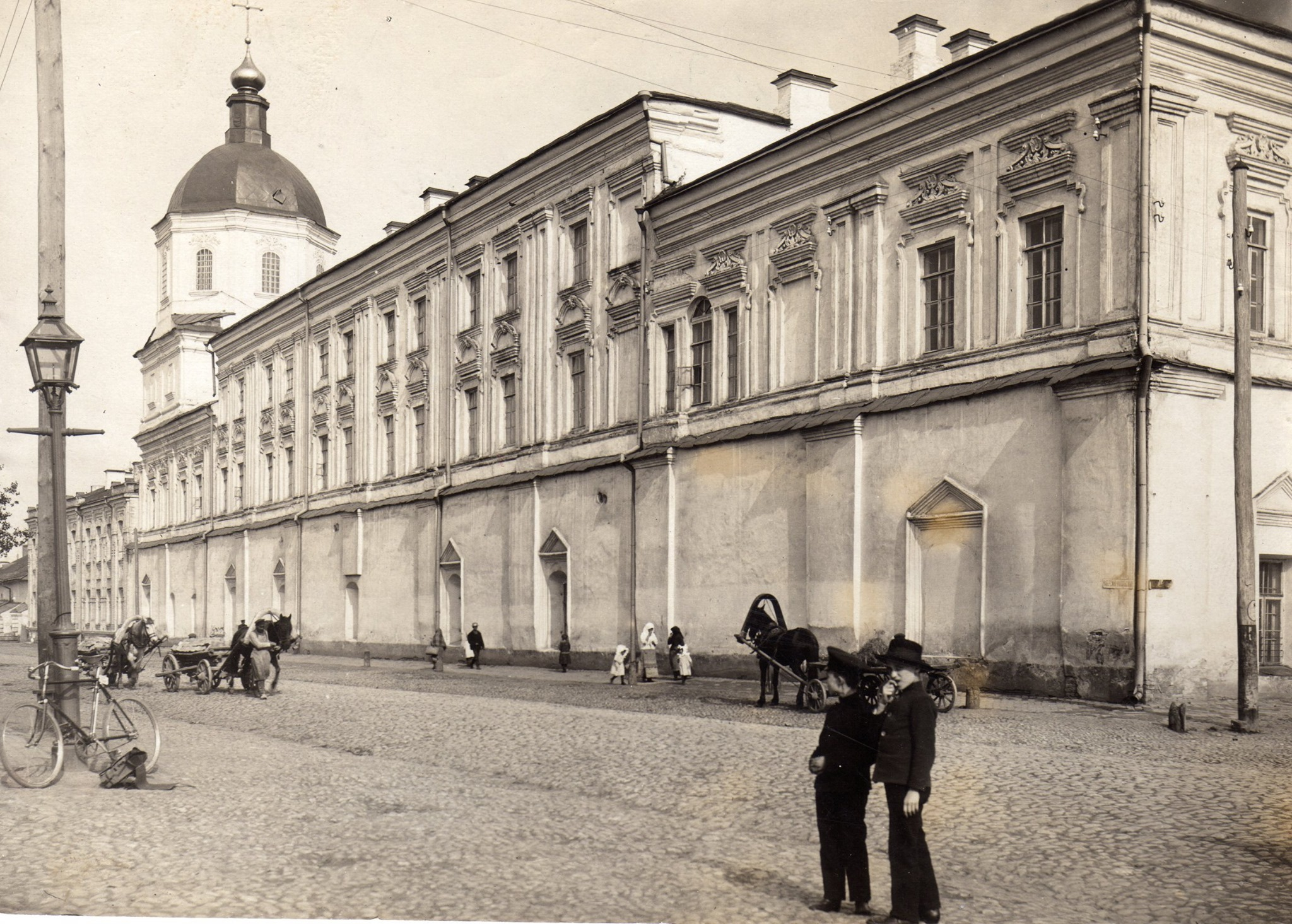
Староакадемічний корпус. Фото початку ХХ ст.

Велика пожежа 1811 року на Подолі пошкодила й комплекс Братського монастиря. У корпусі вигоріли всі дерев'яні конструкції, — вікна, двері, підлога, залишився тільки кам'яний каркас. У довідці, яку після пожежі, 9 липня 1811 року, уклав київський міський архітектор Андрій Меленський зазначалось:
| «Великий кам'яний корпус академічних класів, що складається з двох поверхів, критий жерстю. Верхній поверх і дах, підлоги, стелі, двері і вікна та всі інші дерев'яні частини приміщень погоріли. Нижній поверх зі склепіннями весь цілий. При цьому корпусі кам'яна церква з одним куполом, звана конгрегацинською, іменем Благовіщення. Над нею дах, купол і всередині іконостас погорів. Стіни зовнішні і внутрішні можуть бути міцні, а звід сумнівний, штукатурка вся обгоріла»[11]. Оригінальний текст (рос.) «Большой камѣнной корпусъ академическихъ классовъ, состоящій о двухъ этажахъ, крытой желѣзомъ. Верхній этажъ и крыша, полы, потолоки, двери и окна и прочая вся деревянная обдѣлка погорѣла. Нижній этажъ со сводами весь цѣлъ. При семъ корпусѣ камѣнная церковь объ одномъ куполѣ, называемая конгрегацынская, во имя Благовѣщенія. Над оною крыша, куполъ и внутри иконастасъ погорѣлъ. Стѣны наружныя и внутреннія могутъ быть прочны, а сводъ сумнителенъ, штукатурка вся обгорѣла». ». |
Меленському доручено відновити будівлю. У процесі роботи змінено форму даху та церковної бані, бароковий вигляд змінився класицистичним, аркади нижнього ярусу додатково укріплено пілонами.
Зовні корпус пофарбували у зелений колір.
У 1820-х роках до корпусу зі східного боку прибудовано одноповерхову цегляну кухню, відремонтовано його перший поверх та інтер'єр Конгрегаційної церкви, у 1860-х рр. — галереї та інше.
За проєктом єпархіального архітектора Павла Спарра, наприкінці ХІХ століття замуровано верхню галерею і вікна, що виходили на неї. Завдяки цьому з'явилася додаткова площа у формі коридорів, на якій розмістили музей і бібліотеку, належні вже Київській духовній академії. Щоб замість печей встановити централізовану систему опалення, під корпусом споруджено підвальні приміщення. Також збудовано внутрішні сходи на другий поверх і впроваджено кілька інших змін.

### XX—XXI століття

#### Використання

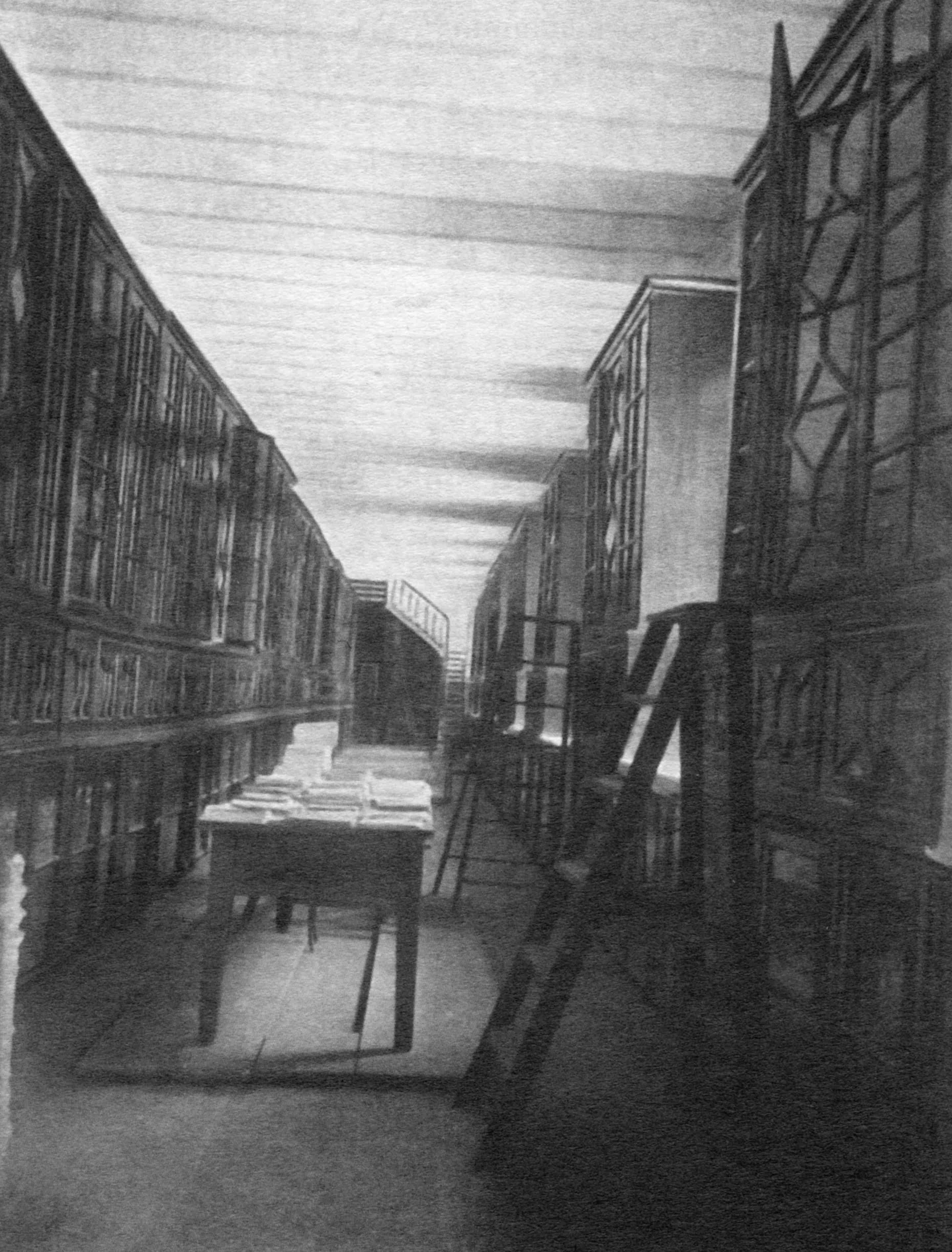
Бібліотека Київської духовної академії в замурованій галереї другого поверху. Фото ХІХ — початку ХХ ст.

1819 року внаслідок реформи духовних шкіл Києво-Могилянську академію ліквідовано й на її місці засновано Київську духовну академію. З побудовою нового академічного корпусу Староакадемічний став не лише навчальним, а й житловим: на першому поверсі були житлові кімнати викладачів, а також їдальня, кухня, пекарня та комори. У 1860-х роках сюди перенесено бібліотеку та організовано Церковно-археологічний музей, до колекції якого увійшли й артефакти, що лишились від старої академії . Його фонди станом на 1915 рік містили понад 40 тисяч одиниць зберігання (від ассиро-вавилонських клинописних табличок до предметів і рукописів початку ХХ ст.).
У Конгрегаційній залі відбувалися іспити, зокрема публічні, з відкритим доступом городян, урочисті збори, приймання почесних гостей.
Під час Української революції у приміщеннях академії розміщалися також військові установи.
З 1923-го по 1991 рік у будівлі розташовувалася філія Всенародної бібліотеки України (згодом Національна бібліотека України імені Володимира Вернадського), до колекції якої увійшли книжки з бібліотеки Київської духовної академії, а та свого часу успадкувала залишки книгозбірні Києво-Могилянської академії.
1993 року Кабінет Міністрів України постановив передати Староакадемічний корпус Національному університету «Києво-Могилянська академія», щоб створити належні умови діяльності цього закладу як навчального, наукового та просвітницького центру України.
До 2017 року у корпусі розміщувалися бібліотека, архів, а також докторська школа НаУКМА. У 1994—2008 роках тут також містився Центр сучасного мистецтва, а у 2008—2011 роках — Центр візуальної культури при НаУКМА. У Конгрегаційній залі відбувалися наукові форуми, презентації, концерти, зустрічі з відомими науковцями та діячами України і світу.

#### Ремонти та реставрації

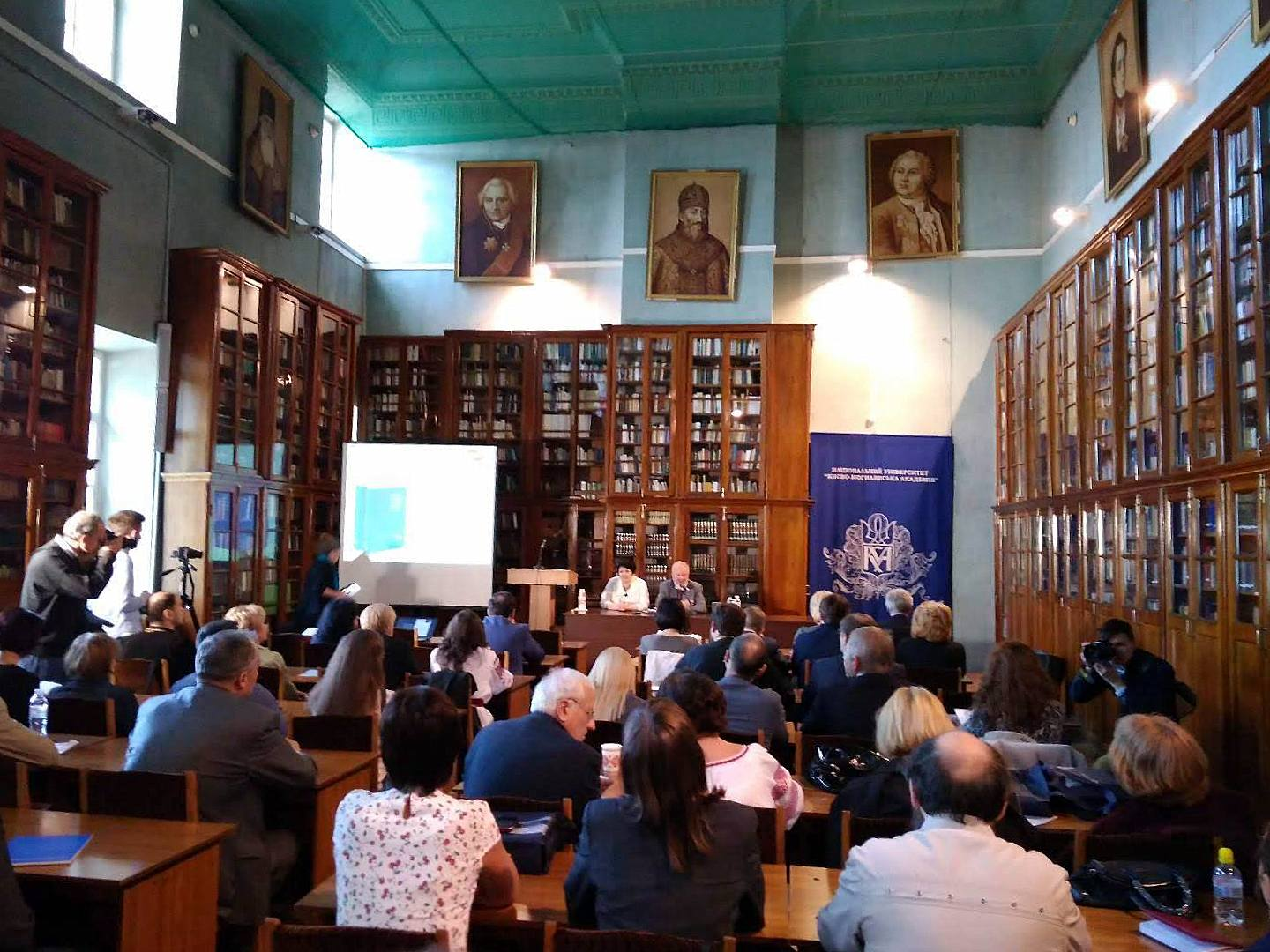
Конгрегаційна зала Староакадемічного корпусу НаУКМА, 2017 рік. На стелі натягнута сітка через аварійний стан.

Під час Другої світової війни снаряди пошкодили баню Благовіщенської церкви, частину даху, декоративне вбрання фасадів. 1947 року виконано ремонт під керівництвом архітектора Н. С. Озерової. Споруду реставровано в тому вигляді, який був перед війною.
Наприкінці 1960-х років виконано ремонтні й реставраційні роботи за проєктом архітекторки-реставраторки Раїси Бикової.
1992 року укріплено фундаменти. У 1994—1995 роках «Укрпроектреставрація» провела ремонтно-реставраційні роботи. У 1998—1999 роках відновлено купол Благовіщенської церкви у бароковому стилі, в її інтер'єрі виконано консерваційні роботи для збереження живопису.
Крім поточних ремонтних робіт, будівля потребувала масштабної реставрації. 2011 року у НаУКМА започатковано благодійний проєкт «Реставрація», коштом якого виконано технічні експертизи та розроблено частину проєктної документації. Згідно з концепцією, галереї мають лишатися закритими, а дах — класицичним. Реставрація будівлі розпочалась у 2017-му, коли держава вже виділила кошти. Зокрема, зміцнено фундаменти та стіни, зроблено гідроізоляцію, 2019 року замінено дах. Загальна вартість реставрації будівлі становила 199 мільйонів гривень. Під час реставраційних робіт та демонтажу триярусних книжкових шаф XIX століття в Конгрегаційній залі та фондосховищах виявлено фрагменти друкованих видань, студентських записок та різні предмети.
2019 року проєкт реставраційних робіт зі збереження фасаду Староакадемічного корпусу переміг у конкурсі Посольського фонду США зі збереження культурної спадщини (AFCP) й отримав грант 400 000 доларів США. Коштом гранту реставрують фасади Староакадемічного корпусу.
До пандемії коронавірусу планувалося, що за умови стабільного фінансування роботи мали б закінчитися 2023 року.

## Планування й оздоблення

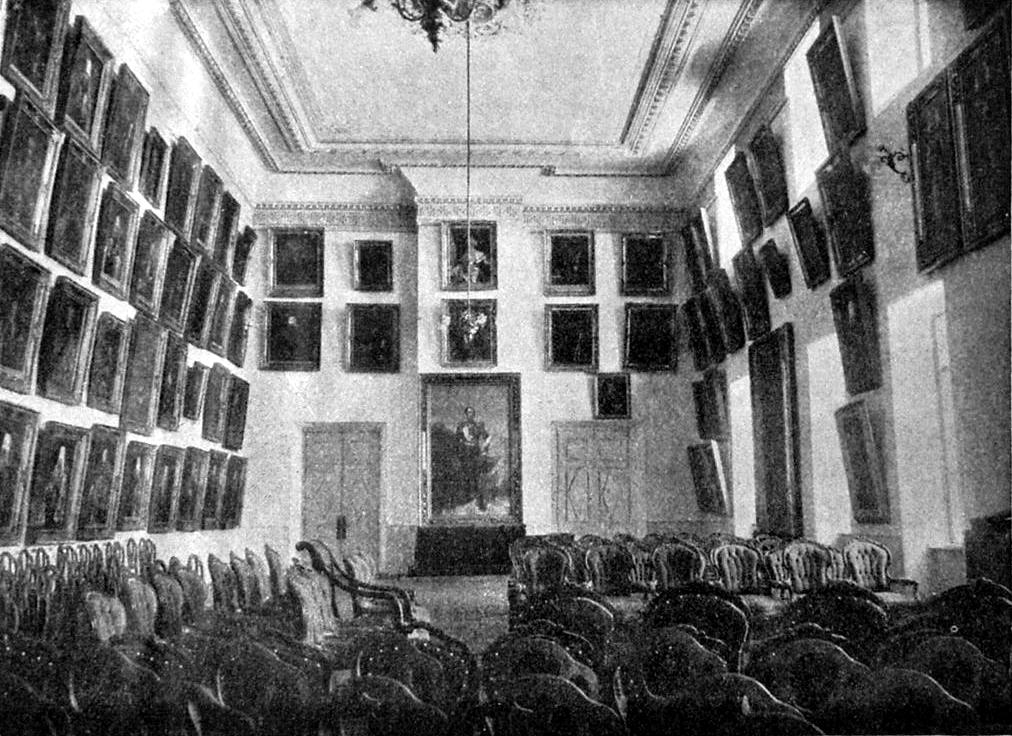
Конгрегаційна зала, увішана портретами

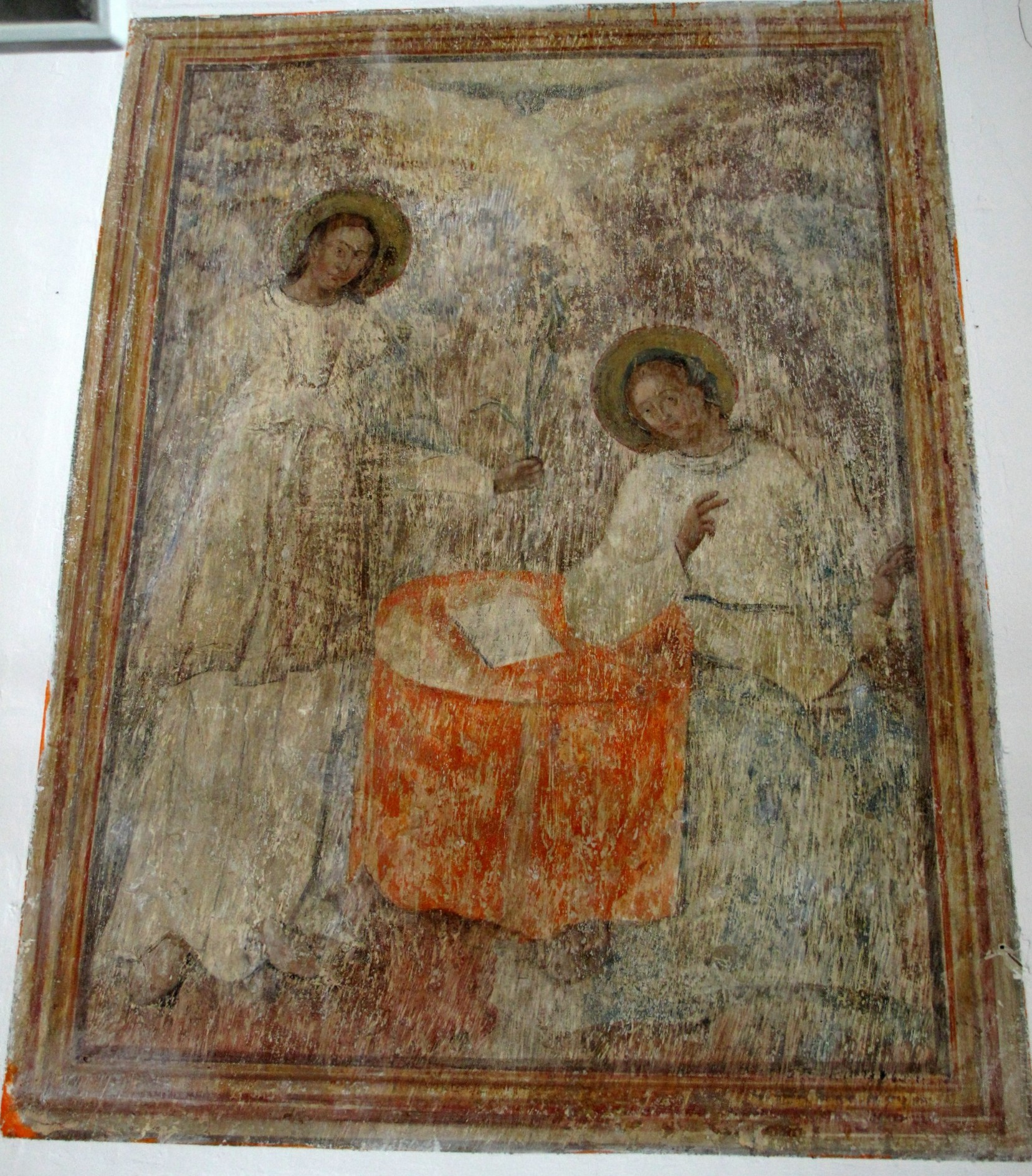
Клейовий розпис «Благовіщення»

Нижній поверх із товстими стінами (1,3 м) складається з трьох частин, у кожній з яких є дві класні кімнати, розділені вузькими сіньми. Розміщення навчальних «шкіл» обумовлювала чітка ієрархія. На нижньому поверсі були класи нижніх та середніх ступенів навчання: інфіми та фари, граматики та синтаксими, поетики та риторики; найближче до церкви — богослов'я, далі — філософський клас із вікнами на Контрактову площу. Класи поєднувала відкрита галерея (1864 року її перероблено на закриту). На верхньому поверсі є приміщення різної висоти: об'єми Благовіщенської церкви та філософського класу — понижені; підвищену висоту мають Конгрегаційна зала та клас богослов'я з сіньми.
Не збереглося первісне оздоблення інтер'єрів — розписи на стінах та бані церкви, оформлення Конгрегаційної зали, у якій були картини західноєвропейського живопису на міфологічну тематику, портрети видатних діячів, вихованців, благодійників академії — Петра Могили, Феофана Прокоповича, Рафаїла Заборовського, Стефана Яворського тощо.
В окремих приміщеннях та на сходах будинку вціліло майстерне ліплення ХІХ століття. Збереглися також високі триярусні книжкові шафи ХІХ століття і меблі, встановлені по периметру стін Конгрегаційної зали та стін верхніх поверхів, де була бібліотека Київської духовної академії, а також гвинтові чавунні сходи між другим і третім поверхами.
Збереглися фрагменти фреско-клейового розпису XVII—XVIII століть у приміщеннях на першому поверсі. У 1990-х знято вапняні нашарування на композиціях «Розп'яття», «Преображення», «Богоматір», «Благовіщення», «Богоявлення», «Знамення», «Хрещення Господнє», які збереглися здебільшого фрагментарно.

## Символіка

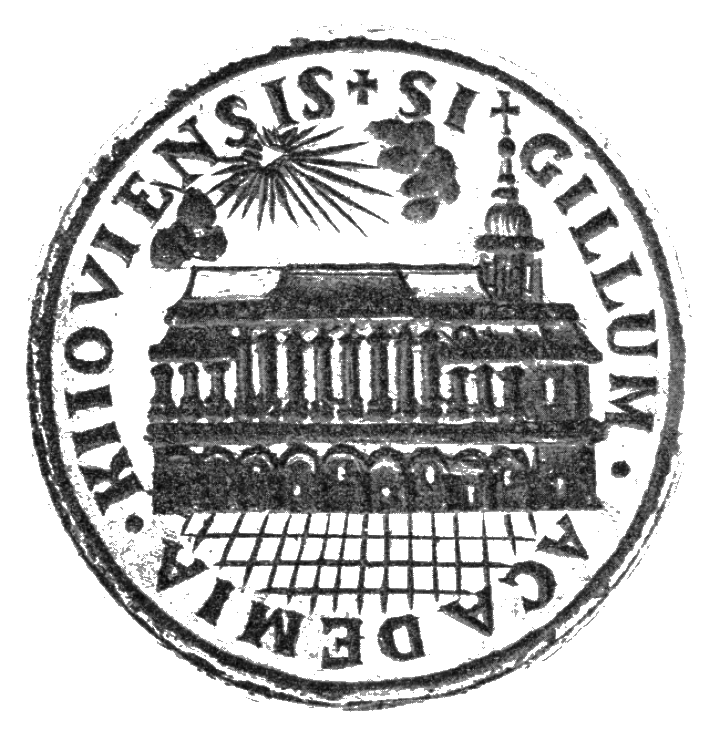
На печатці Києво-Могилянської академії. XVIII ст.

Зображення Староакадемічного корпусу слугує символом вітчизняної освіти і науки. Його використовують у наукових, популярних та інформаційно-презентаційних виданнях, у логотипах українських і зарубіжних науково-освітніх осередків, як-от Інститут української археографії та джерелознавства імені М. С. Грушевського НАН України і Український науковий інститут Гарвардського університету. 2006 року введено в обіг купюру 500 гривень, на реверсі якої зображено Староакадемічний корпус на тлі печатки Києво-Могилянської академії XVIII століття. Історичне зображення корпусу також наявне як фоновий малюнок на 26-й сторінці біометричного паспорта для виїзду за кордон.
На будівлі розміщено меморіальні дошки благодійникам університету Галшці Гулевичівні та Петру Могилі, а також студенту академії Артемові Веделю.

## Галерея

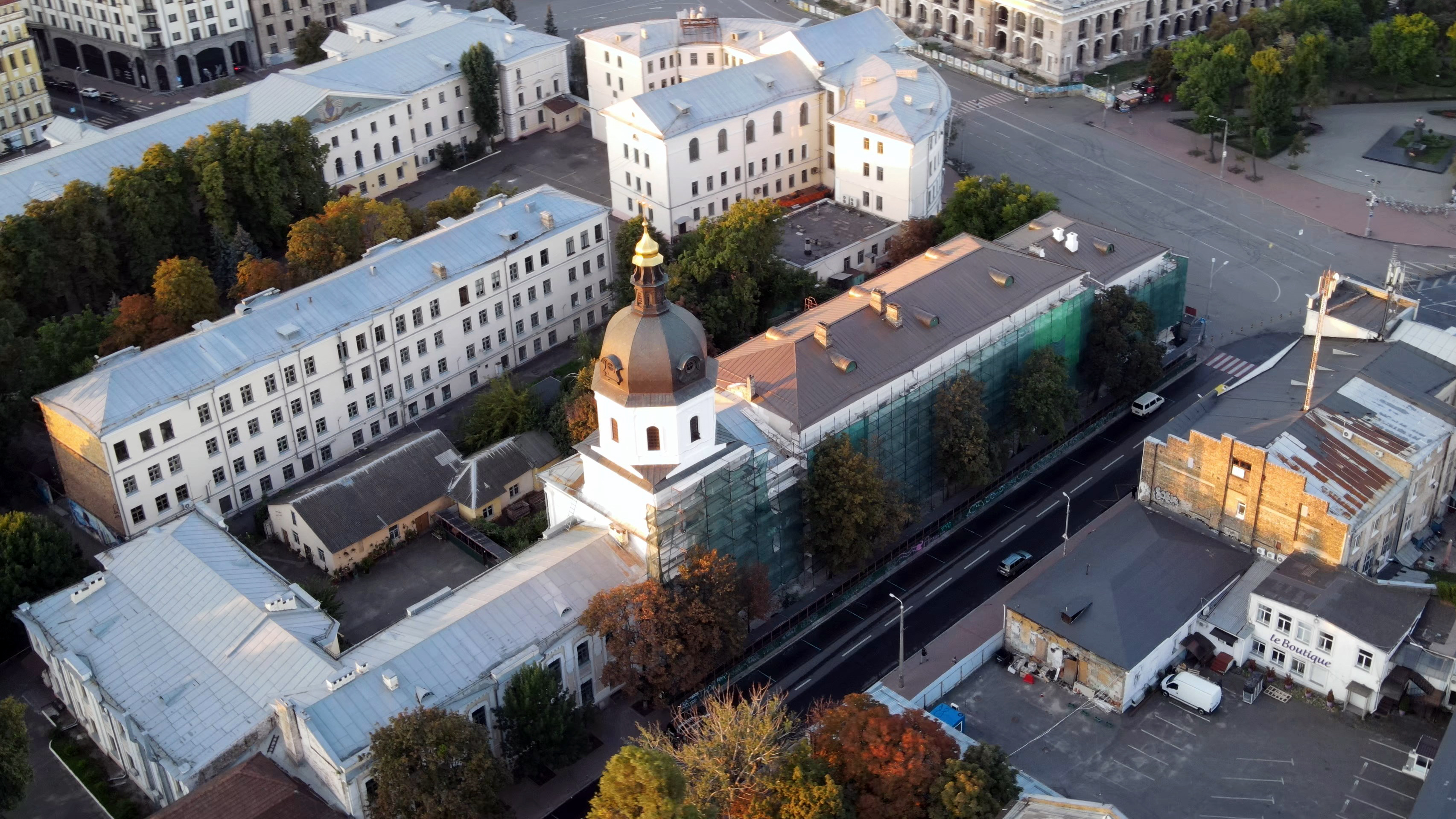
Вид на корпус із висоти, 2020 рік
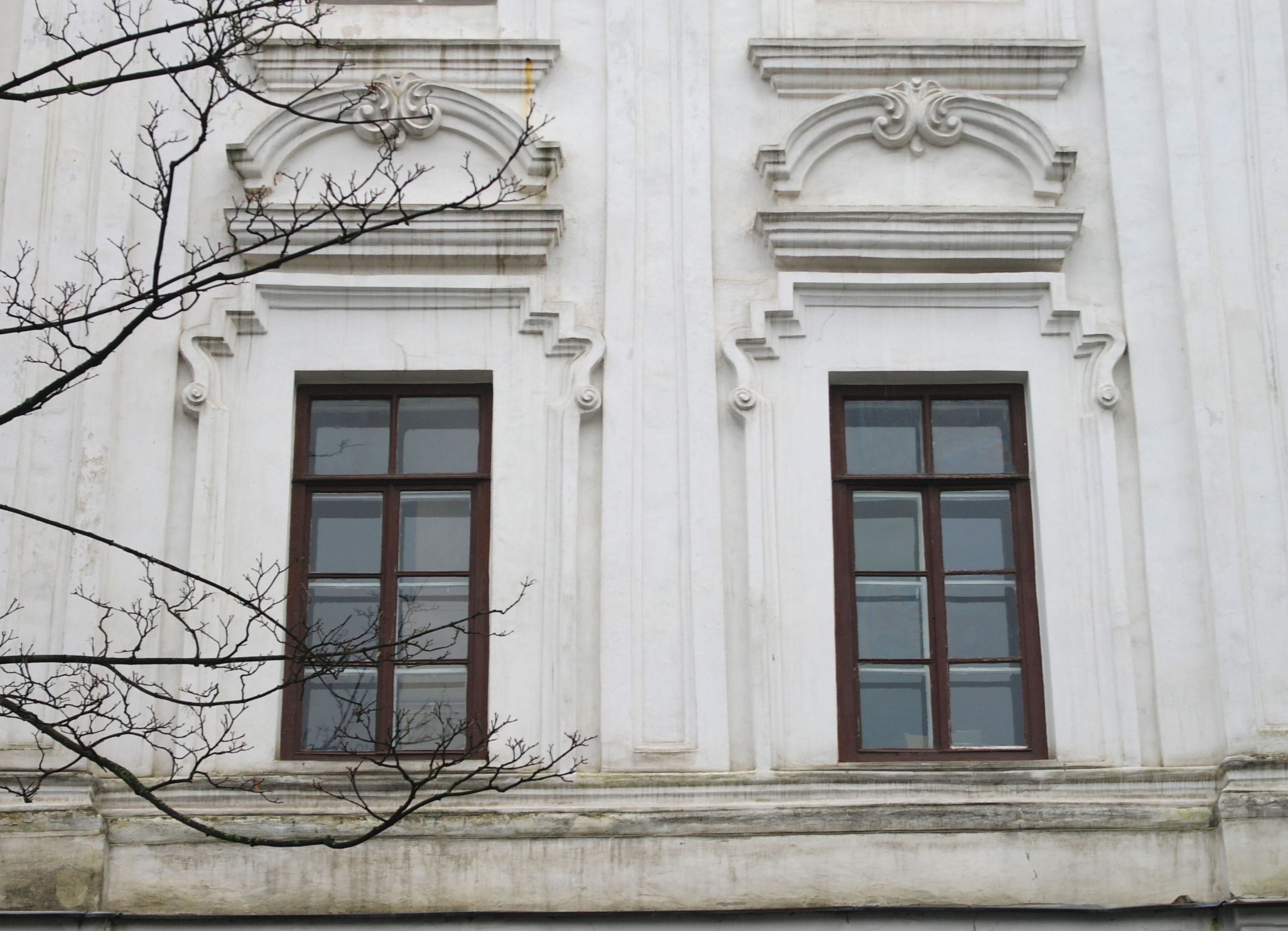
Віконні лиштви, характерні для стилю бароко
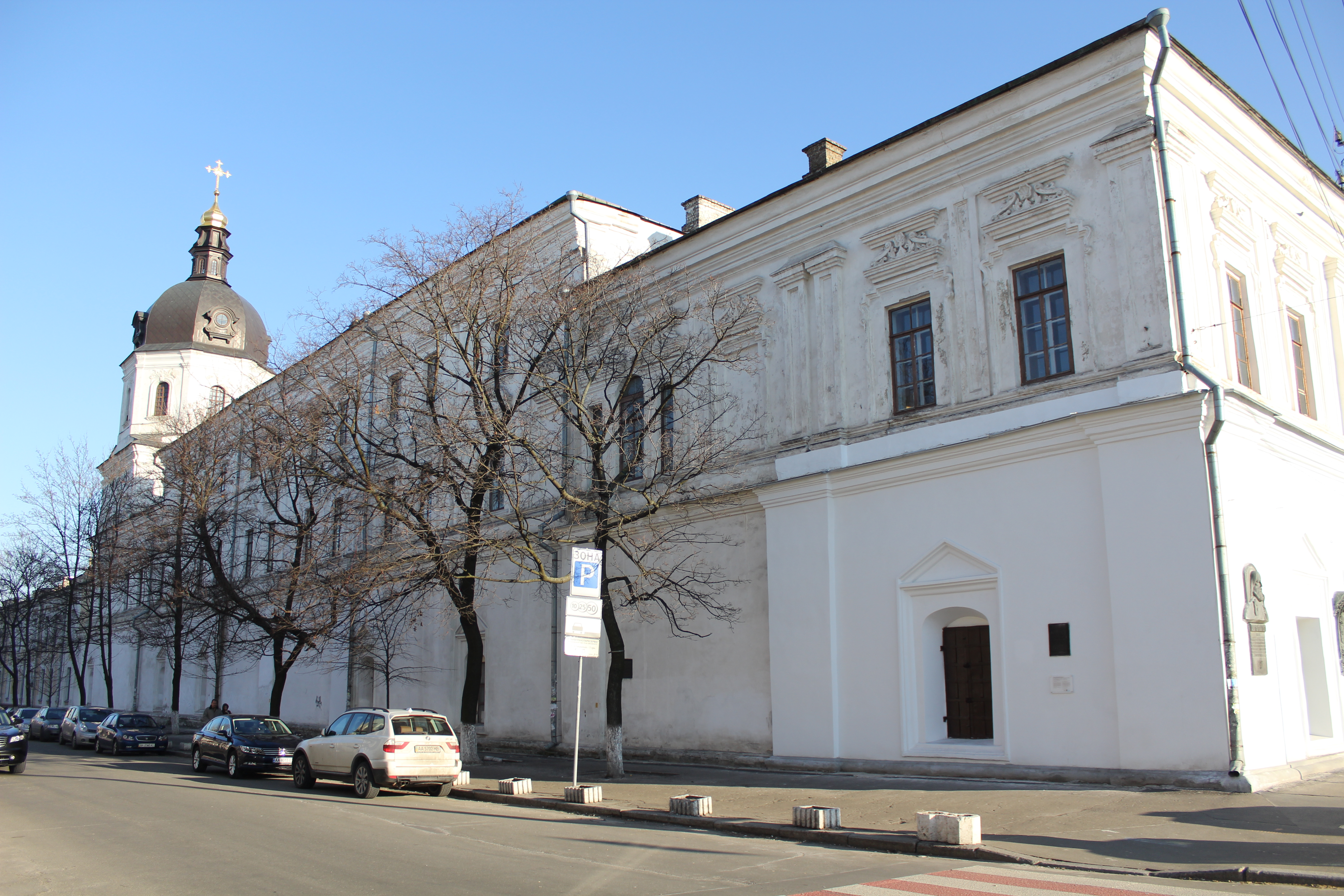
Північний фасад, 2016 рік
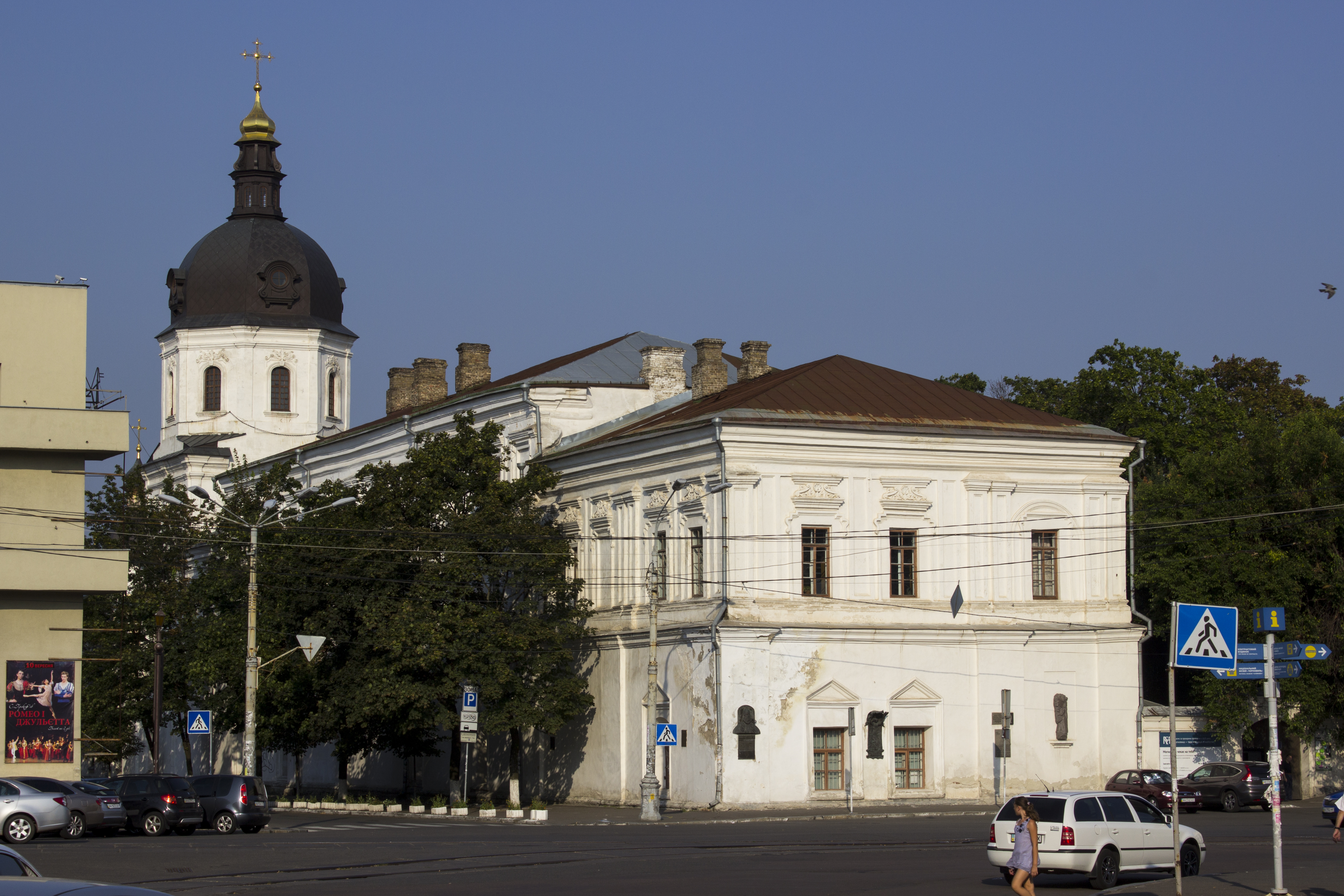
Вид на корпус з Контрактової площі, 2014 рік
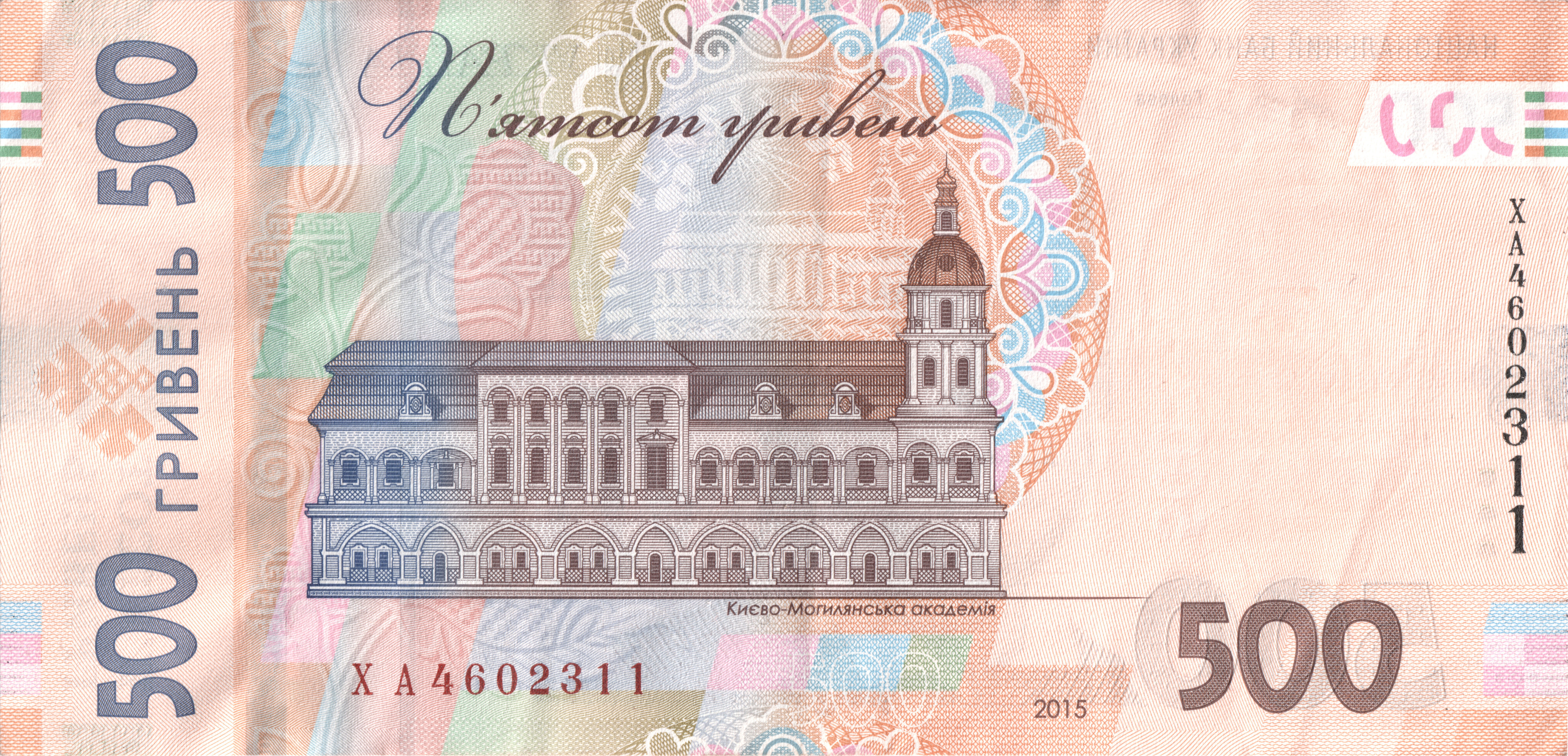
500 гривень 2015 року, реверс